# 800
800 (DCCC) fue un año bisiesto comenzado en miércoles del calendario juliano, en vigor en aquella fecha. 
Es el año 800 de la era común, del anno Domini y del primer milenio, el centésimo y último año del siglo VIII y el primer año de la década de 800. Alrededor de este tiempo, el calendario anno Domini se convirtió en el método prevalente en Europa para nombrar los años, es decir, los años contados a partir del nacimiento de Jesucristo.

## Acontecimientos

### En Europa
- España: 15 de septiembre: Primera mención del nombre de Castilla.
- Francia: 25 de diciembre: Carlomagno es coronado emperador de Occidente en Roma por el papa León III el día de Navidad
- Escocia: Monjes celtas empiezan a escribir el Libro de Kells en la isla de Iona.
- Según los cálculos del historiador jerosolimitano Sexto Julio Africano (160-240), si el fin del mundo no sucedía en el año 500 sucedería en el 800.
- Según los cálculos del religioso galorromano Gregorio de Tours (538-594) el fin del mundo sucedería entre el 799 y el 800

### En África
- Una etnia hablante de bantú se establece por primera vez en la actual Zambia (fecha aproximada).
- Ibrahim I ibn Aglab, se proclama emir de los aglabíes en Ifriquiya.

### En América
- Los arahuacos se establecen por primera vez en la isla de Barbados (fecha aproximada).
- Comienzo de la era Mississipiana en Centroamérica.

### En Oceanía
- Los maoríes empiezan a emigrar a Nueva Zelanda (fecha aproximada).
- En la Java central, los shailendra hacen construir el santuario de Borobudur.

## Nacimientos
- Alkindi, filósofo árabe.
- San Eulogio de Córdoba, obispo mozárabe. (fecha aproximada)

## Fallecimientos
- 13 de abril - Pablo el Diácono, religioso benedictino.
- San Alkelda - Santo anglosajón